# Relations entre l'Italie et Monaco
Les relations entre l'Italie et Monaco remontent au XVIIe lorsque la principauté monégasque va se placer sous protectorat sarde à la suite du congrès de Vienne de 1815. Cependant, bien avant, la principauté était intégrée à la région sous contrôle de la république de Gênes. Les premières relations diplomatiques entre les deux pays ont été établies depuis le 25 avril 1875
Bien que le pays soit totalement enclavé dans le territoire français, Monaco n'est situé qu'à 12 km de la frontière franco-italienne
.

## Ambassades et Consulats
L'ambassade d'Italie est située dans le quartier de La Rousse-Saint-Roman
L'ambassade de Monaco est située dans le quartier historique du Pinciano.
Il existe d'autre part plusieurs consulats de Monaco en Italie :
- Bari
- Bologne
- Cagliari
- Florence
- Gênes
- Livourne
- Milan
- Naples
- Palerme
- Rome
- Trieste
- Turin
- Venise
- Vintimille

## Vie quotidienne
En 2010, 5 778 Italiens vivaient à Monaco, soit 16 % de la population ce qui en fait la deuxième population étrangère après la France.
Cependant, de nombreux employés italiens qui viennent travailler sur le territoire font augmenter cette part.